# 相貌失認
相貌失認（そうぼうしつにん、Prosopagnosia）とは、脳障害による失認の一種である。目や鼻など顔のパーツは知覚可能であるのに、顔全体を見て個人の識別をすることができない状態を指す。俗に失顔症（しつがんしょう）とも呼ばれる。頭部損傷や脳腫瘍・血管障害などが後天的に相貌失認を誘発する要因となる。

## 歴史
親しい知人の顔が突然認識できなくなるという、典型的な症状は古くから確認されており、トゥキディデスの『歴史』にはペロポネソス戦争に従軍して頭部を負傷した兵士の症例が記述されており、その後も同様の症例が数多く報告されてきた。1947年に、一連の症状をドイツの神経学者ヨアヒム・ボーダマーが、「他の認知機能には支障がない」選択的な障害としてとりまとめ、相貌失認と命名した。

## 症状

### 認知機能障害
視覚失認などの他の失認と同様、相貌失認の発症者も目・鼻・口といった個々の顔のパーツや輪郭などを知覚することはできている。しかしこれを全体として「1つの顔」として正しく認識することができないため、人間の顔の区別がつかない、覚えられないといったもの、男女の区別、表情がわからないといった症状を訴える。よって、発症者は個人の認識を着衣や声といった、顔以外の情報により行っているケースが多い。ただし障害の程度によってはごく近しい人間は識別できているケースもあり、事例によりかなり差異がある。
なお、同じカテゴリーにあるものを区別することが困難であるため、たとえば車の車種の区別などがつかないという症例を併発する事例も報告されているが、これを相貌失認と同一視すべきかについては議論がある。

### 脳機能障害
人間の顔を認識・識別する機能は側頭葉・後頭葉に偏在する「顔領域」と呼ばれる部位に依存しているとされ、この脳神経が何らかの原因で機能障害を生じることにより相貌失認に至ると考えられている。

### 先天性相貌失認
先天的に相貌失認を発症する確率は2％程度と推定されており、一般的に想像されるよりかなり多い。
人間の個体識別は顔の認識だけでなく声や着衣、体格、振る舞いなど様々な情報を総合して行われており、顔の認識に障害があっても他の機能で代償し、日常生活に支障をきたしていないため、相貌失認を自覚していない人が相当に存在すると考えられる。
なお、遺伝による生得的症例である可能性も否定できず、1999年には父親と2人の娘にのみ障害があらわれ、母親と息子には障害が見られないという家族が報告されている。

## 相貌失認の判定
各種の顔認知検査により判定される。代表的なものとしては
- 有名人の顔と見知らぬ人の顔およびその名前と写真を見せて答えさせる。
- 喜び、悲しみ、怒り、普通の顔の4種類の写真から表情を判定する。

などがある。発症者は正答率に有意な差が見られる。

## 相貌失認とされる著名人
- ロバート・ガスコイン＝セシル (第3代ソールズベリー侯)
- ポール・ディラック
- ヒューバート・ドレイファス
- ジェーン・グドール
- オリバー・サックス
- ケン・ナカヤマ - ハーバード大学の相貌失認リサーチセンター代表[7]
- ブラッド・ピット - 自己申告[8]
- 池谷裕二
- 石川浩司 - 自己申告[9]

## フィクションへの登場

### 映画
- フェイシズ
- ケルベロスの肖像

### ゲーム
- 9時間9人9の扉
- ひとりのクオリア
- 逆転裁判6

### 小説
- 狂骨の夢
- 玻璃の家
- 警視庁墨田署刑事課特命担当・一柳美結シリーズ
- 薬屋のひとりごと
- トップナイフ-天才脳外科医の条件-
- 時空犯

### テレビドラマ
- リッチマン、プアウーマン (心因性認識不全症候群と称されるオリジナル設定。心因性の失顔症)
- アイ'ム ホーム
- 匂いを見る少女
- 相棒16 #9
- 愛しのホロ
- 100日の郎君様
- 初対面だけど愛してます
- ラジエーションハウス2 第3話
- マイ・ユニコーン・ガール

### 舞台
- 今夜だけは月が綺麗ですね

### 漫画
- 忘却シリーズ
- 症年症女
- かしまし 〜ガール・ミーツ・ガール〜
- 東風（不）見聞録
- ふつうになりたい - comico
- 青に、ふれる。 - 月刊アクション
- 彼女は私の顔もわからない - ifparkによる百合漫画。